# Romas Kalanta
Romas Kalanta (22. února 1953 – 14. května 1972) je litevský symbol, legenda, národní hrdina. 14. května 1972 se veřejně upálil před divadlem v Kaunasu na protest proti okupaci a začlenění své vlasti do Sovětského svazu a proti potlačování litevského jazyka a kultury sovětskou okupační mocí.

## Biografie
V roce 1963 se jeho rodina z Alytusu přestěhovala do Kaunasu. Otec byl účastníkem 2. světové války s Německem, vstoupil do komunistické strany, pracoval v kaunaské polytechnice.
V roce 1971 by absolvoval 18. střední školu v Kaunasu, ale protože nesložil několik zkoušek, přešel do večerní školy, pracoval v továrně Aidas. Byl sečtělý, psal básně, sportoval, hrál na kytaru, zajímal se o hnutí hippies.
14. května 1972 v Kaunasu v městském parku nedaleko Hudebního divadla se na protest proti sovětskému režimu polil benzínem a se zvoláním „Svobodu Litvě!“ se podpálil. V jeho zápisníku zbyl zápis: „Za moji smrt může jen státní zřízení.“ (Uveřejněno až po obnovení nezávislosti Litvy; lidé, ačkoliv tato slova tehdy neznali, si smysl Kalantova činu vyložili ve stejném duchu.) Ti, co byli nablízku, se ještě snažili mladíka uhasit, ale přivolaná záchranka jej do nemocnice dovezla již v bezvědomí. Zemřel po 14 hodinách.

## Následky
Události v Kaunasu vyvolaly u příslušníků Komunistické strany Litvy a KGB zděšení: v SSSR to byl jeden z prvních podobných incidentů. Příslušníci KGB se postarali, aby se pohřeb konal 18. května o dvě hodiny dříve, aby se lidé nestačili shromáždit. Davy lidí, které táhly od Kalantova rodného domu v ulici Panerių, se vyvalily do Aleje Svobody. Podle výkazů KGB tento a následující den do ulic vyšlo přes 3000 demonstrantů. Demonstrace potlačovalo přes 7000 příslušníků milice, policie, vojska. Účastníci protestů byli pochytáni, ostříháni dohola, vyslýcháni, biti, byly jim zabaveny jejich osobní dokumenty, ti aktivnější – uvězněni. Někteří byli odvezeni a propuštěni na nahodilých místech desítky kilometrů daleko.
Masové demonstrace, násilí a zatýkání trvaly ještě 2 dny (do 19. 5.). Bylo zatčeno 402 osob, z nich 33 správně stíháno, 6 trestně stíháno, vězněno. Hlavní organizátoři byli odsouzeni ne jako organizátoři výtržností, ale jako chuligáni a „asociální živly“ – tak byl maskován „boj s hippies“. Demonstrací se zúčastnila i mládež z dalších oblastí země.
Antanas Sniečkus se ve svých výkazech snažil přesvědčit Moskvu, že šlo jen o bezvýznamné chuligánství. Tím spíše, že nebyl odsouzen ani jediný student. R. Kalanta byl oficiálně uznán jako psychiatrický případ. 8 let nemohli jeho rodiče postavit náhrobek. Bylo jim tvrzeno, že nepřítel lidu není hoden úcty. Pomník na hřbitově v Romainiai byl vztyčen teprve v roce 1982.
Dosud je zamlčováno, že v tomtéž roce (1972) se na protest upálilo ještě dalších 12 Litevců. Mezi nimi Stonys ve Varėně (29. května), A. Andriuškevičius v Kaunasu (3. června), 40letý Juozapas Baracevičius v Šiauliajích (22. června).

## Ocenění v současnosti
5. července 2000 byl R. Kalanta posmrtně vyznamenán Řádem Vytise I. stupně.

## Analogie
Podobným způsobem protestovali:
- V Polsku Ryszard Siwiec, Walenty Badylak.
- V NDR Oskar Brüsewitz
- V ČSSR Jan Palach, Jan Zajíc, Evžen Plocek, Josef Hlavatý.
- V Litevské SSR Vytautas Vičiulis.
- V Maďarsku Bauer Sándor.
- V Lotyšské SSR Elijahu Rips.
- Na Ukrajině Oleksa Hirnyk.
- Ve Španělsku Francisco Herranz.